# ウソツキ (Something ELseの曲)
「ウソツキ」は、Something ELseの9枚目のシングル。本作からマキシシングル（12cm版）で発売された。

## 解説
タイトル曲はフジテレビ系『つんくタウン』2丁目企画、映画『GO-CON!』主題歌。カップリング曲「be there」は山崎製パン『新食感宣言』CFソングに起用され、Something ELseにとっては初のダブル・タイアップとなっている。

## 収録曲
1. ウソツキ
作詞：Something ELse　作曲：伊藤大介、編曲：中村哲
2ndアルバム『ギターマン』、ベスト・アルバム『TICKET』に収録
2. be there
作詞：今井千尋、英語補作詞：上條美和子、編曲：深沼元昭
2ndアルバム『ギターマン』、ベスト・アルバム『TICKET』に収録
3. ウソツキ (backing track)